# El Juli
Julián López Escobar (Madrid, 3 d'octubre de 1982), conegut com a El Juli, és un torero espanyol. Malgrat ser discutit per una part de l'afició i de la crítica taurina, destacades faenes a Espanya i Amèrica, han fet que siga considerat un dels toreros més importants de començaments del segle xxi.